# Savaldacultuur
De Savaldacultuur was in het 3e millennium v.Chr. een archeologische cultuur in de westelijke Dekan tussen de Tapti en Godavari. Het was de eerste agrarische samenleving in dit gebied.
De cultuur kenmerkte zich met chocoladekleurig aardewerk. De beschilderingen zijn niet alleen geometrische motieven, maar ook van wapens en werktuigen. In periode I van Daimabad werd tarwe, gerst, erwten, linzen, gierst en mungbonen gevonden. Enkele van de lemen huizen waren relatief groot met meerdere kamers. In Daimabad was de volgende fase laat-Harappa
Hoewel Kaothe met 20 hectare relatief groot was, lijken de ronde en ovale huizen tijdelijke onderkomens geweest te zijn van rondtrekkende nomades. Desondanks zijn er naast overblijfselen van wilde dieren ook gedomesticeerde planten en dieren gevonden.